# Gregor Noll
Gregor Noll, född 8 mars 1964, är sedan 2018 professor i internationell rätt vid Juridiska institutionen på Handelshögskolan vid Göteborgs universitet.

## Biografi
Noll disputerade i folkrätt år 2000 med en avhandling om asylrätten inom EU. Han var mellan 2005 och 2018 verksam vid Lunds universitets juridiska fakultet som professor i folkrätt. Åren 2012–2016 innehade han den särskilda "Torsten och Ragnar Söderbergs stiftelsers professur till Samuel Pufendorfs minne", vid Lunds universitet. Sedan 2020 är Noll innehavare av Torsten Söderbergs forskningsprofessur vid Handelshögskolan vid Göteborgs universitet.
Noll forskar och undervisar om migrationsrätt, krigets lagar, AI och digitalisering och folkrättens teori och hans forskning har haft stort nationellt såväl som internationellt genomslag. Han har handlett många doktorander i folkrättsämnet och i närliggande ämnesområden. Han är aktiv i den offentliga asylrättsdebatten, där han bland annat kritiserat användandet av radiologiska åldersbedömningar (så kallad handledsröntgen) vid medicinsk åldersbestämning av barn i asylärenden i Sverige och EU.
Noll har författat ett stort antal vetenskapliga artiklar och böcker, samt deltagit i samhällsdebaten framförallt om migrationsrätt, krigets lagar, samt AI och digitalisering.
War and Algorithm (2019),  samförfattad med professorn i konsthistoria Max Liljefors och filosofen Daniel Steuer, beskrivs som en "concise but thought-provoking ensemble of texts reflecting on the emerging world of war in the age of high-speed computation and artificial intelligence". Boken sammanför akademisk kunskap från disciplinerna filisofi, juridik och konsthistoria och ger en vidare bild av krig som inte avskärmas till teknologisk utveckling.
År 2021 gav han ut AI, digitalisering och rätten (2021) - en antologi om de rättsliga utmaningarna som följer av digitaliseringen i samhället - som kopplar diskussionen om enstaka teknologiska lösningar till rättens centrala begrepp och institutioner.

### Familj
Noll är gift med Birgitta Albertsson.